# Quai de la Mégisserie
Le quai de la Mégisserie est une voie située dans le 1er arrondissement de Paris.

## Situation et accès
Depuis longtemps, ce quai est connu pour ses nombreuses animaleries et ses pépiniéristes.
Le quai commence au pont au Change et 1, place du Châtelet et finit au pont Neuf et  au 2, rue du Pont-Neuf et est situé dans le 1er arrondissement de Paris, quartier Saint-Germain-l'Auxerrois.
Le quai qui longe le théâtre du Châtelet est le point de départ des rues Édouard-Colonne, Bertin-Poirée et des Bourdonnais. Le front sur le quai des deux pâtés de maisons formés par ces trois rues est occupé par des animaleries et des pépiniéristes depuis longtemps. Le quai s'achève en longeant l'ancienne annexe de La Samaritaine qui abrite aujourd'hui un magasin Conforama.
La circulation automobile s'y fait à sens unique, de l'ouest vers l'est. En contrebas du quai, sur la berge, se trouve la voie Georges-Pompidou, dont une rampe de sortie aboutit sur le quai de la Mégisserie. Sur le parapet qui surplombe la voie et la Seine s'alignent les boîtes des bouquinistes.
Ce site est desservi par les stations de métro Châtelet et Pont-Neuf.

## Origine du nom
Elle tire son nom des mégissiers qui y étaient installés.

## Historique

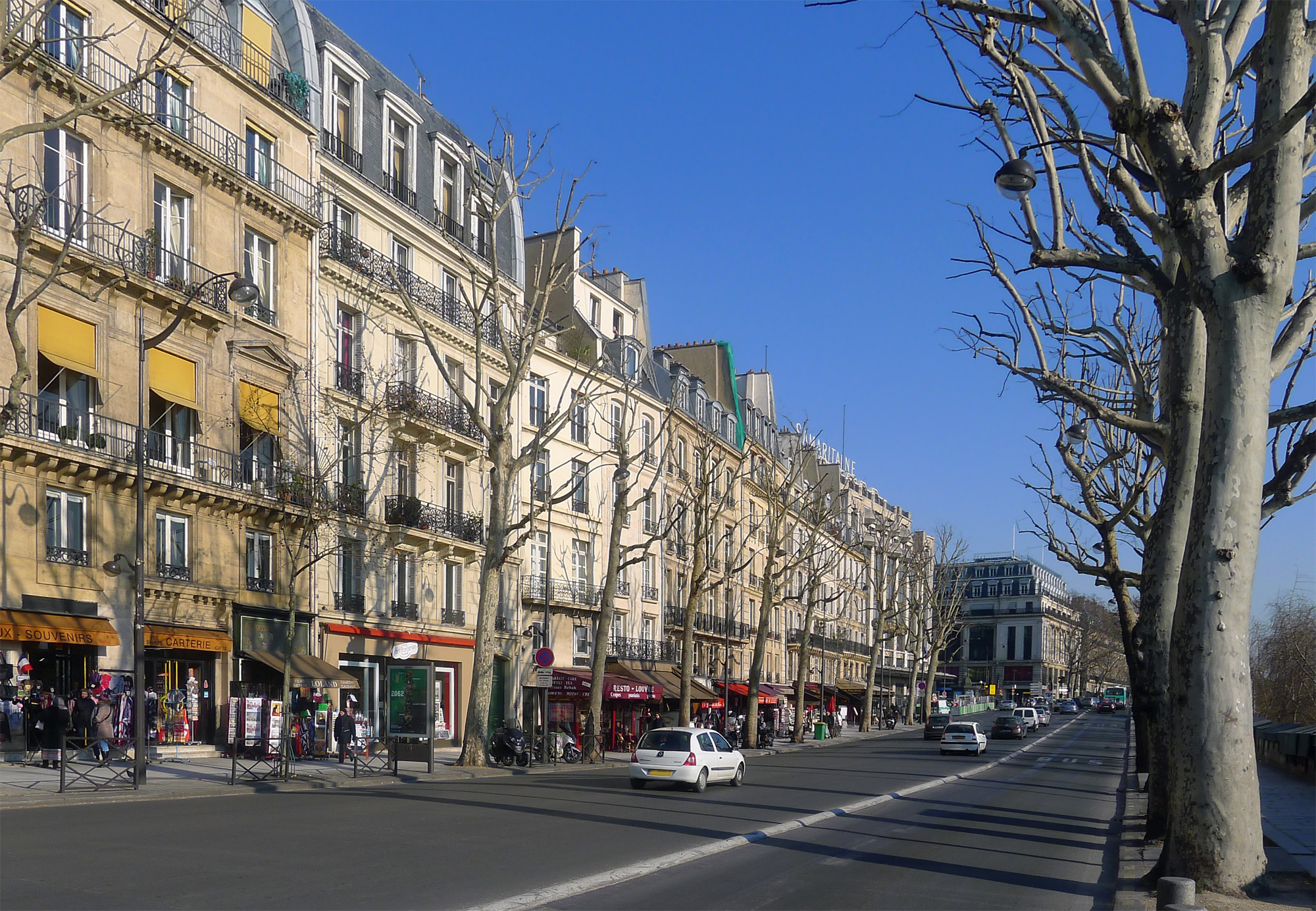
Vue du quai en hiver.

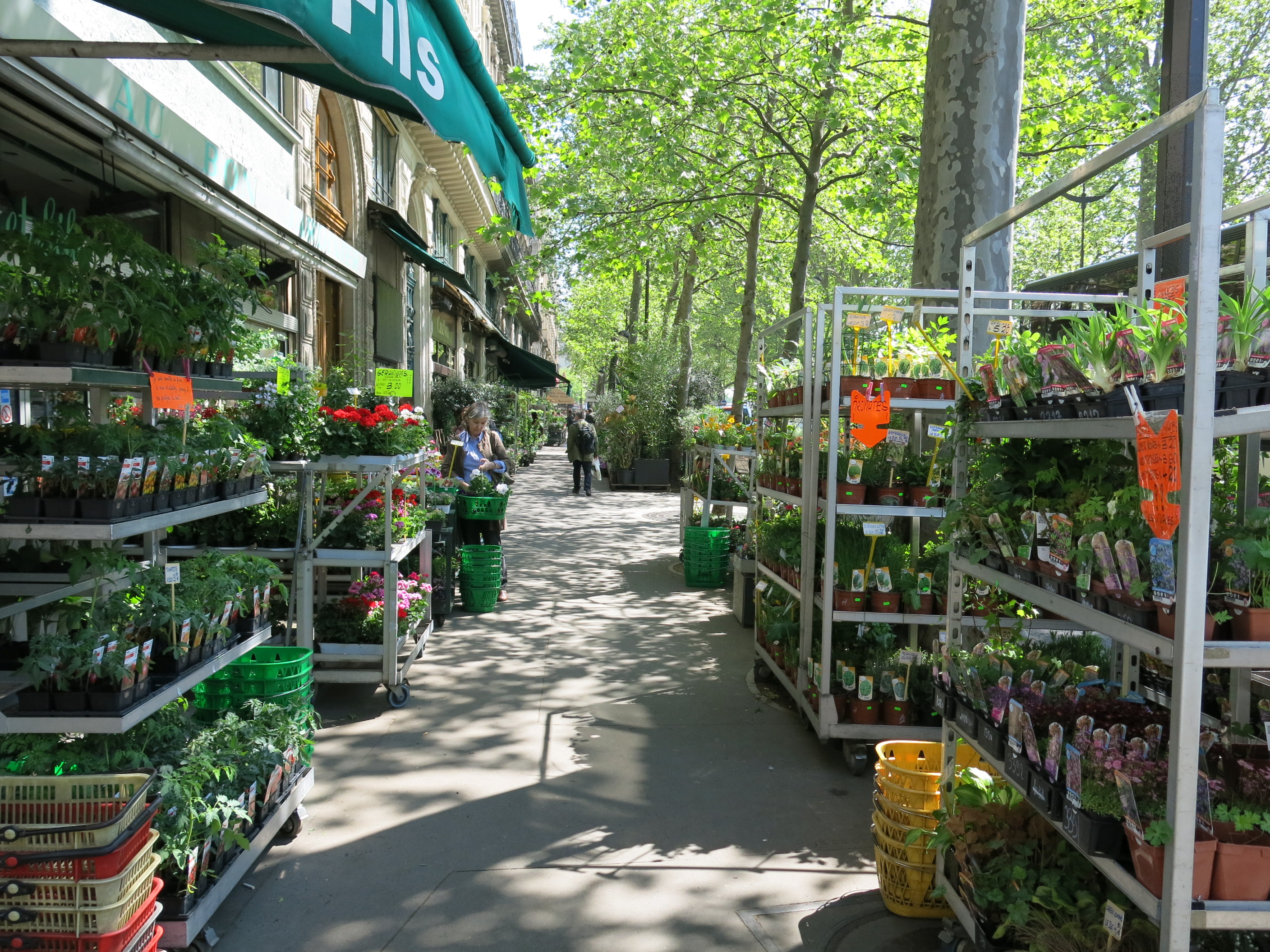
Le quai et ses boutiques.

Cette voie est citée dans Le Dit des rues de Paris de Guillot de Paris sous la forme « rue de la Mesgneiscerie ».
Elle fut transformée en quai en 1369, sous le règne de Charles V sous le nom de « quai de la Saunerie » en raison de la proximité du port au sel et du grenier à sel,. 
Reconstruit vers 1520, le quai est rallongé jusqu'au château du Louvre et, en 1532, il porte le nom de « quai de la Saunerie » sur la totalité de sa longueur.
Auparavant, la partie qui s'étendait de la place du Châtelet à l'abreuvoir Pépin était appelée « vallée de la Misère », car elle était dans la continuité de la rue de la Vallée-de-Misère, nom donné en raison les bouchers, qui y avaient leurs étals sur le quai et qui y égorgeaient les animaux, ainsi que « quai de la Poulaillerie » pour une raison analogue, et encore « vallée de Pie, ». La partie qui s'étendait après l'abreuvoir Pépin, occupée par des mégissiers, était déjà appelée « quai de la Mégisserie ». En 1673, les mégissiers furent déplacés dans le faubourg Saint-Marcel, le long de la Bièvre.
Le mot « vallée » a le sens de « placée en contrebas » et le mot « misère » rappelle la crue de la Seine de janvier 1493 qui avait apporté misère et désolation. 
Elle est citée sous le nom de « rue du Quay de la mégisserie » dans un manuscrit de 1636. 

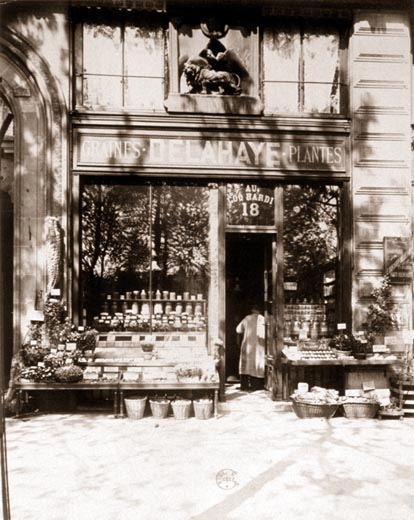
Pépiniériste à l'enseigne du Coq Hardi,, 18, quai de la Mégisserie, photographié en 1902 par Eugène Atget.

Élargi en 1769, il est ensuite nommé « quai de la Ferraille » et « quai de la Ferronnerie » à cause des marchands qui étalaient leur ferraille le long du mur d'appui, avant de retrouver son odonyme précédent.
Au débouché du pont Neuf, les sergents recruteurs étaient chargés de lever des volontaires pour l’armée. La proximité des nombreux cabarets du quartier facilitait leur activité.
En 1816, ce quai commençait au pont au Change et à la place du Châtelet et finissait au pont Neuf et à la place des Trois-Maries. Il était alors situé dans l'ancien 4e arrondissement dans le quartier du Louvre.
À cette époque, les numéros du quai étaient rouges, il n'y avait pas de numéro impair et le dernier numéro pair était le no 84.

## Bâtiments remarquables et lieux de mémoire

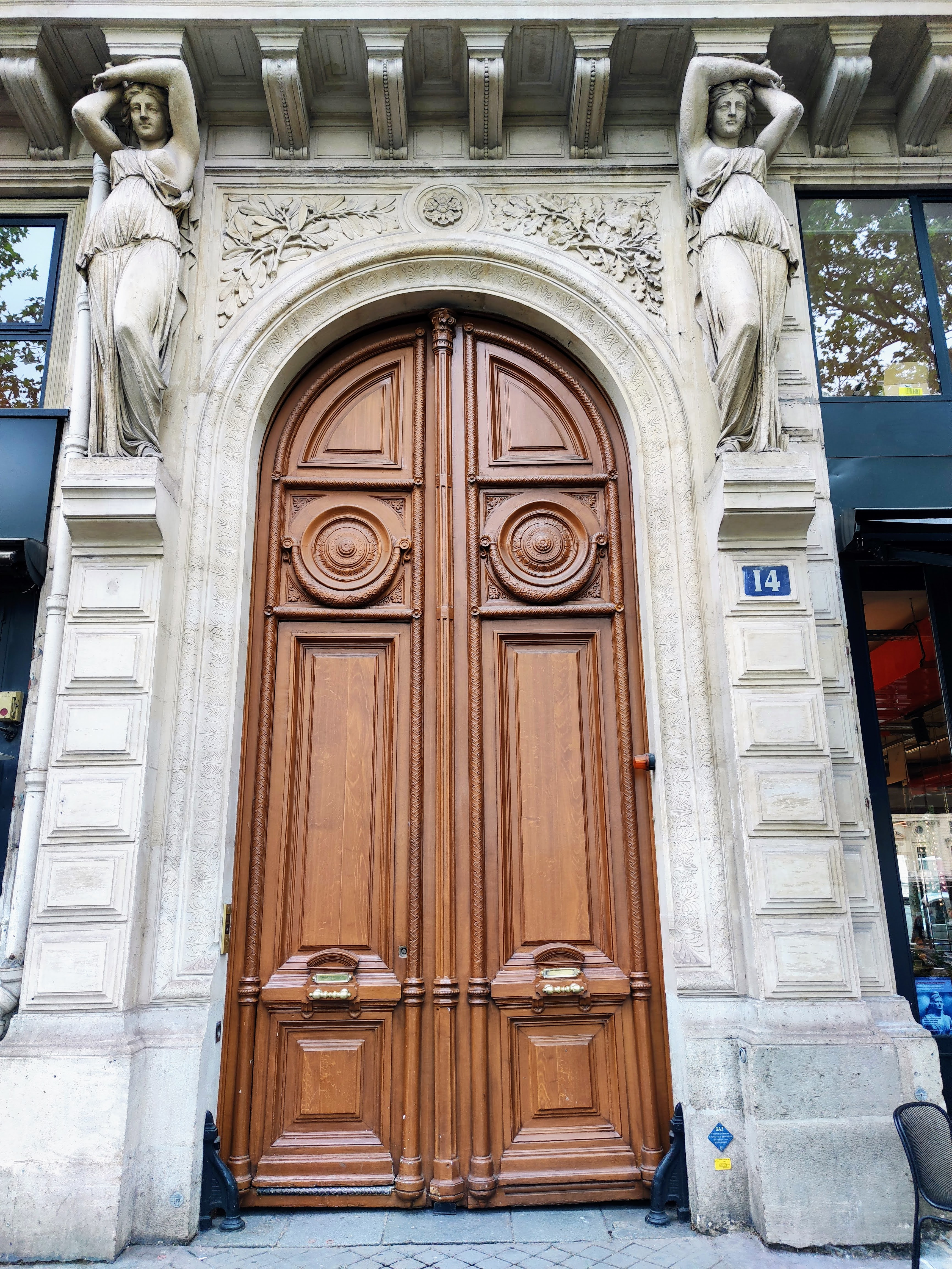
No 14 : entrée.

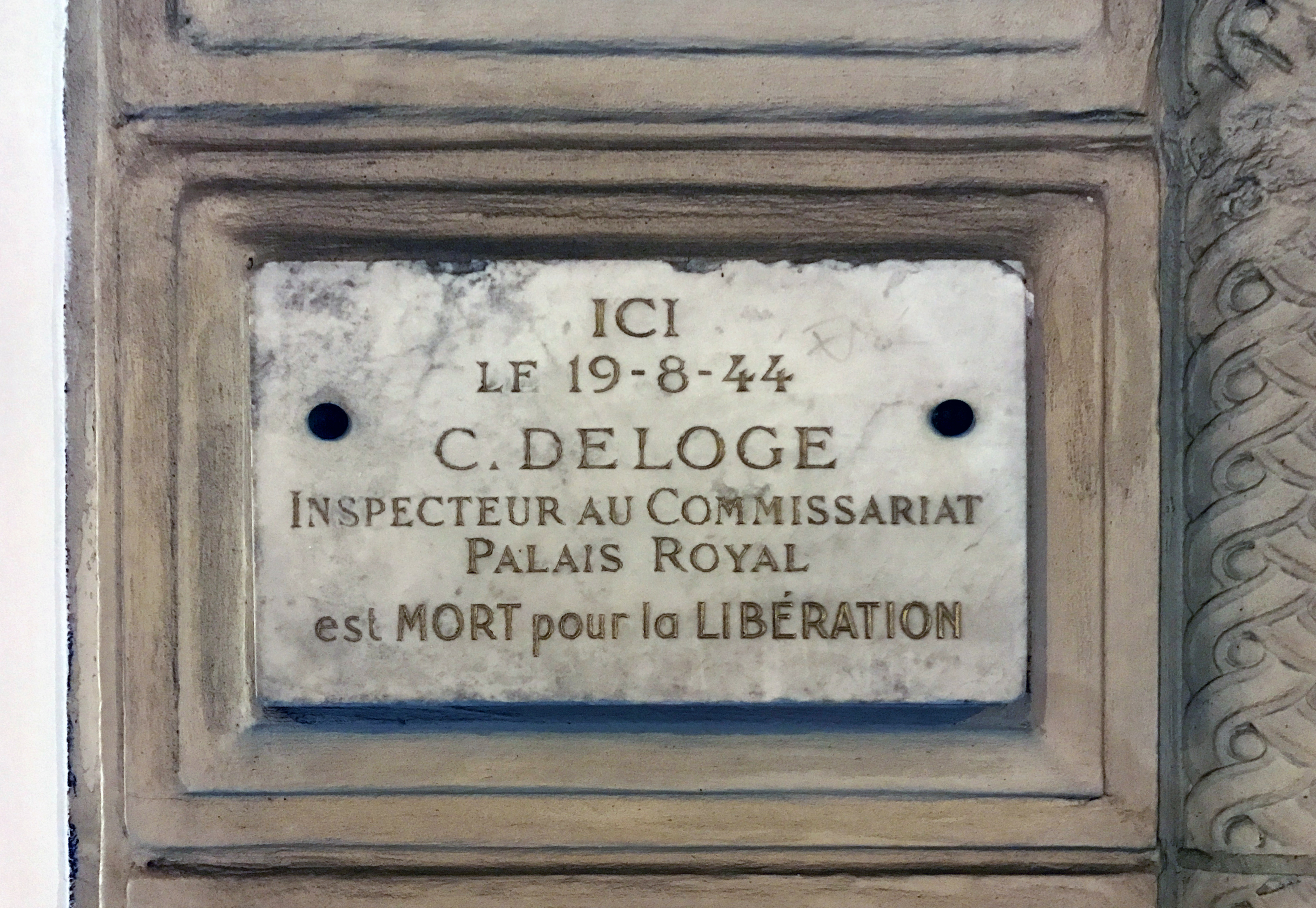
No 20 : plaque.

- No 14 : immeuble construit par Henri Blondel en 1864. Les sculptures sont dues à Aimé Millet[10].
- No 20 : plaque en hommage à C. Deloge, inspecteur au commissariat Palais-Royal, mort pour la Libération.
- No 22 : ancien site du magasin À la Belle Jardinière.
- No 48 : domicile de Pierre-Antoine Demachy, qui y meurt le 10 septembre 1807.

## Dans la littérature
- Dans le roman d'Anatole France Les dieux ont soif (1912), Maurice Brotteaux prépare des crêpes et des beignets sur le quai de la Mégisserie, un moyen de gagner de l'argent pendant la Révolution française.

- L’action du roman policier La Folle de Maigret, écrit par Georges Simenon et publié en 1970, se déroule en déroule en grande partie quai de la Mégisserie[11].

## Pour approfondir